# Chunar
Chunar là một thành phố và là nơi đặt ban đô thị (municipal board) của quận Mirzapur thuộc bang Uttar Pradesh, Ấn Độ.

## Địa lý
Chunar có vị trí 25°08′B 82°54′Đ / 25,13°B 82,9°Đ Nó có độ cao trung bình là 84 mét (275 feet).

## Nhân khẩu
Theo điều tra dân số năm 2001 của Ấn Độ, Chunar có dân số 33.919 người. Phái nam chiếm 53% tổng số dân và phái nữ chiếm 47%. Chunar có tỷ lệ 57% biết đọc biết viết, thấp hơn tỷ lệ trung bình toàn quốc là 59,5%: tỷ lệ cho phái nam là 66%, và tỷ lệ cho phái nữ là 47%. Tại Chunar, 16% dân số nhỏ hơn 6 tuổi.